# Лишафай Алла Іванівна
Алла Іванівна Лишафай (нар. 24 грудня 1983, Чернігів, СРСР) — українська футболістка, грала на позиції захисниці.

## Клубна кар'єра
Вихованка школи чернігівської «Легенди». Виступала в її складі з перервами з 2000 по 2010 роки: під час перерв грала в азербайджанкому клубі «Гемрюкчу» та російському клубі «Зірка-2005». У складі «Зірки-2005» стала фіналісткою жіночого Кубку УЄФА сезону 2008/09 років. 
З 2011 року по 2013 роки виступала за російський клуб «Зоркий». З 2013 по 2015 рік виступала в складі іншого російського клубу, «Рязань-ВДВ». 
У сезоні 1999/2000 паралельно виступала у чемпіонаті України з футзалу у складі чернігівської «Фортуни-Чексіл».
Після завершення ігрової кар'єри працювала тренером в «Легенді-ШВСМ».

## Кар'єра в збірній
У складі жіночої збірної України дебютувала в 2002 році. 
У 2009 році захищала кольори української збірної на жіночому чемпіонаті Європи. В рамках кваліфікації плей-оф відзначилася голом у ворота збірної Словенії.

## Досягнення
- Жіночий Чемпіонат України
  -  Чемпіон (5): 2000, 2001, 2002, 2005, 2010

- Жіночий Кубок України
  -  Володар (3): 2001, 2002, 2005

- Жіночий чемпіонат Росії з футболу
  -  Чемпіон (3): 2007, 2008, 2009

- Жіночий кубок Росії з футболу
  -  Володар (1): 2007

- Жіночий Кубок УЄФА
  -  Фіналіст (1): 2009